# Teodato Ipato
Teodato Ipato, también conocido como Deodato o Deusdedit fue un noble del siglo VIII que gobernó Venecia en dos ocasiones, primero como magister militum (c. 739) y luego como dux (c. 742 - 755).
Durante su mandato se produjeron acontecimientos que convirtieron al naciente estado veneciano en una entidad verdaderamente independiente. En 751 los longobardos consiguieron conquistar Rávena, poniendo fin a la presencia bizantina en el norte de Italia. Casi contemporáneamente, Pipino el Breve deponía al último rey franco de la dinastía merovingia y usurpaba el trono de Francia. El nuevo monarca no tardó en aliarse con el papa en contra de los longobardos, haciendo de Venecia un valioso aliado en sus disputas.
Teodato trasladó la capitalidad del Véneto desde Eraclea a Malamocco. Su gobierno terminó abruptamente cuando fue depuesto y cegado por el usurpador Galla Gaulo.